# رودني ويلسون
رودني ويلسون (بالإنجليزية: Rodney Wilson)‏ هو مدير متحف ‏ نيوزلندي، ولد في 1945، وتوفي في 27 أبريل 2013.